# Daniele Pietropolli
Daniele Pietropolli (né le 11 juillet 1980 à Bussolengo, dans la province de Vérone en Vénétie) est un coureur cycliste italien, professionnel de 2003 à 2013.

## Biographie
Daniele Pietropolli passe professionnel en 2003 dans l'équipe Tenax, qui fusionne avec l'équipe LPR Brakes en 2008. Il remporte sa première grande victoire en 2008, durant le Tour de la province de Reggio de Calabre.
Fin 2014, La Gazzetta dello Sport révèle qu'il fait partie des clients du controversé médecin italien Michele Ferrari. Son nom est également évoqué dans l'affaire Mantoue.

## Palmarès et classements mondiaux

### Palmarès amateur
- 2000
  - La Bolghera
  - Gran Premio d'Apertura di Percoto
  - 1re étape de la Ronde de l'Isard
  - Mémorial Danilo Furlan
  - Trofeo M.O. Alfredo Lando
- 2001
  - Grand Prix de Roncolevà
  - 3e du Gran Premio della Liberazione
- 2002
  - Trofeo Zssdi
  - Medaglia d'Oro Fiera di Sommacampagna
  - 2e du Grand Prix San Giuseppe
  - 2e du Giro del Belvedere
  - 2e du Gran Premio della Liberazione
  - 3e de la Coppa della Pace
  - 3e de la Colli del Barbera d'Asti

### Palmarès professionnel
| - 2008 - Tour de la province de Reggio de Calabre : - Classement général - 3e étape - 2e du Trofeo Laigueglia - 2009 - Tour de la province de Grosseto : - Classement général - 3e étape - Semaine cycliste lombarde - Classement général - 1re étape (contre-la-montre par équipes) - 2010 - 3e du Tour de la province de Reggio de Calabre - 3e du Trofeo Laigueglia - 3e du Grand Prix Bruno Beghelli | - 2011 - Tour de la province de Reggio de Calabre : - Classement général - 1re étape - Trofeo Laigueglia - 6e du Grand Prix cycliste de Montréal - 2013 - 8e du Tour Down Under |  |

### Résultats sur les grands tours

#### Tour d'Italie
6 participations
- 2003 : 67e
- 2004 : 80e
- 2008 : 57e
- 2009 : 94e
- 2012 : 91e
- 2013 : 80e

#### Tour d'Espagne
1 participation
- 2010 : 61e

### Classements mondiaux
| Année           | 2005 | 2006 | 2007 | 2008 | 2009 | 2010 | 2011 | 2012 | 2013 |
| --------------- | ---- | ---- | ---- | ---- | ---- | ---- | ---- | ---- | ---- |
| UCI World Tour  |      |      |      |      |      |      | 122e | nc   | 121e |
| UCI Europe Tour | 475e | 114e | 44e  | 23e  | 30e  |      |      |      |      |